# Z Delavsko godbo Trbovlje okrog sveta
Z Delavsko godbo Trbovlje okrog sveta je studijski album Delavske godbe Trbovlje, ki je izšel leta 1993 v samozaložbi. S tem albumom je Delavska godba Trbovlje ovekovečila devetdeseto obletnico svojega delovanja, ki ga je praznovala v letu 1993. Skladbe so bile posnete v Delavskem domu Trbovlje v oktobru 1993 in v Studiu CD v Ljubljani v novembru istega leta pod umetniškim vodstvom prof. Alojza Zupana. Album je izšel na zgoščenki in na kaseti. Leta 2004 je izšel ponatis albuma z naslovom Okrog sveta z Delavsko godbo Trbovlje.

## Seznam skladb
| Št.             | Naslov                              | Glasba                  | Priredba              | Dolžina |
| --------------- | ----------------------------------- | ----------------------- | --------------------- | ------- |
| 1.              | „Bands Around the World‟            | Paul Yoder              | Harold Walters        | 8:38    |
| 2.              | „Interplay for Band‟                | Ted Huggens             |                       | 7:06    |
| 3.              | „Amadeus Favorites‟                 | Wolfgang Amadeus Mozart | Koos Mark             | 4:20    |
| 4.              | „Rossini's Birthday Party‟          |                         | Henk van Lijnschooten | 3:56    |
| 5.              | „Grande Finale‟                     | Harry de Groot          | Marcel Peeters        | 3:33    |
| 6.              | „Rêverie‟                           | Jef Penders             |                       | 3:41    |
| 7.              | „Klarinet Polka‟                    |                         | Willi Löffler         | 2:01    |
| 8.              | „Überall blühen Rosen‟              |                         | Norbert Studnitzky    | 8:45    |
| 9.              | „Bugler's Holiday‟                  | Leroy Anderson          | Michael Edwards       | 2:32    |
| 10.             | „Instant Concert‟                   | Harold L. Walters       |                       | 2:59    |
| 11.             | „Hora Staccato‟                     | Grigoraș Dinicu         | Vinko Štrucl          | 2:03    |
| 12.             | „Čist n'č več fletna‟               | Bojan Adamič            |                       | 4:13    |
| 13.             | „Venček za Delavsko godbo Trbovlje‟ |                         | Jože Privšek          | 10:12   |
| Skupna dolžina: | Skupna dolžina:                     | Skupna dolžina:         | Skupna dolžina:       | 63:59   |

Dirigent: prof. Alojz Zupan

## Solisti
Napoved
Romana Beravs (1)
Klarinet
Jože Kotar (5, 7, 13)
Bogomir Pikš (7, 13)
Ervin Plevnik (13)
Anton Umek (7, 13)
Andrej Zupan (13)
Alt saksofon
Jure Cizej (2, 6)
Trobenta
Matej Bovhan (5, 9)
Aleksander Mercina (9, 13)
Stanko Praprotnik (13)
David Špec (9)
Trombon
Slavko Bezgovšek (13)
Rog
Vili Trampuž (13)
Bobni
Jani Šalamon (2)